# Бутафория

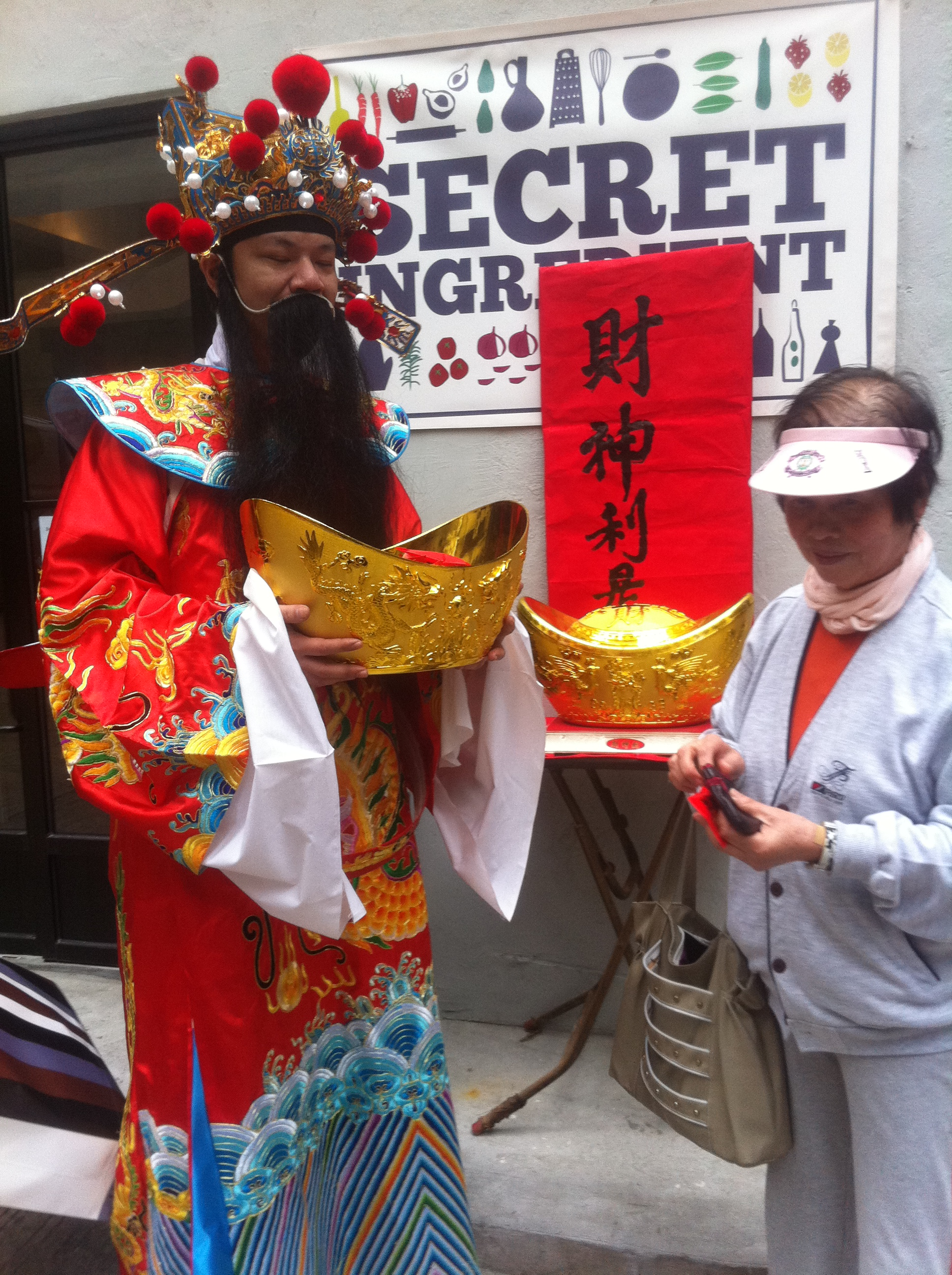
Актёр, изображающий китайского бога богатства (Цай-шэнь) с бутафорскими золотыми слитками-ямбами

Бутафо́рия (итал. butta fuori, букв. выбрасывай — первоначально приказ режиссёра актёру выходить на сцену) — специально изготавливаемые муляжи реальных предметов (скульптура, мебель, посуда, украшения, оружие, еда и др.), используемые в театральных спектаклях или выставляемые на витрины магазинов взамен настоящих вещей. Предметы бутафории отличаются дешевизной, непрочностью, подчёркнутой выразительностью внешней формы (при их изготовлении обычно отказываются от воспроизведения деталей, не видимых зрителю). Работник театра, изготовляющий предметы для использования в спектакле, называется бутафором.
Изготовление бутафории представляет собой большую отрасль театральной технологии, включающую работу с разнообразными материалами. Широкая номенклатура изделий требует от бутафора разнообразных специальных знаний не только в области технологии, но и истории материальной культуры, чтобы обеспечить достоверное воспроизведение соответствующей эпохи на сцене.
Из всей массы существующих приёмов и методов можно выделить главнейшие технологические процессы, которые лежат в основе данного производства. К ним относятся: работы с папье-маше, металлом, пластмассами, синтетическими материалами, мастиками и пастами. Каждый из этих процессов может быть применен самостоятельно или в комбинации с другими в любом виде реквизита. Так, бутафорский кувшин может быть изготовлен из папье-маше, отформован из синтетических смол или склеен из пенопласта. Если это большая декорация, выбор технологии изготовления во многом зависит от мастера-исполнителя. Всего многообразия приёмов, технологий, способов изготовления и применяемых материалов перечислить невозможно. Классический способ изготовления бутафории — из папье-маше — всё ещё не теряет своего значения (несмотря на все достижения в области применения пластических масс) и является технологической базой бутафорского производства.
Раньше словом «бутафория» обозначали специально изготовленные предметы, которые применялись на театральной сцене вместо реальных вещей. В наши дни бутафорию применяют не только в спектаклях, но её используют как праздничное оформление и в рекламных акциях, в оформлении корпоративных праздников и мероприятий, оформлении детских праздников. Большая декорация всегда интересна, но дорогостояща, а изготовлением по технологии бутафории можно существенно сэкономить.
Впервые бутафорские предметы появились одновременно с появлением театра. Широко применялась бутафория в итальянской комедии дель арте.
Вторая мировая война дала новый толчок развитию бутафорских предметов. Для дезинформации противника изготавливались муляжи военной техники, артиллерийских орудий, аэродромного оборудования, складов и пр., и применялись иногда в очень широких масштабах (см. Операция Fortitude).
Муляжи видеокамер применяются в настоящее время там, где существует угроза хулиганства или краж, и при правильной установке понижают вероятность этих правонарушений.